# Letni Puchar Kontynentalny kobiet w skokach narciarskich 2020
Letni Puchar Kontynentalny kobiet w skokach narciarskich 2020 – trzynasta edycja letniego Pucharu Kontynentalnego kobiet, która nie odbyła się z powodu odwołaniu wszystkich konkursów zaplanowanych w kalendarzu (pierwotnie rozegrane miały być 4 konkursy).
7 lipca Austriacki Związek Narciarski podjął decyzję o rezygnacji z organizacji imprez sportowych do 4 października, w związku z czym odwołane zostały zawody w Stams. 11 września odwołano zawody w Râșnovie.

## Kalendarz i wyniki
| Lp. | Data                 | Miejscowość | HS     | Uwagi | 1. miejsce | 2. miejsce | 3. miejsce |
| --- | -------------------- | ----------- | ------ | ----- | ---------- | ---------- | ---------- |
| —   | 19 września 2020     | Stams       | HS-115 | –     | odwołany   | odwołany   | odwołany   |
| —   | 20 września 2020     | Stams       | HS-115 | –     | odwołany   | odwołany   | odwołany   |
| —   | 10 października 2020 | Râșnov      | HS-97  | –     | odwołany   | odwołany   | odwołany   |
| —   | 11 października 2020 | Râșnov      | HS-97  | –     | odwołany   | odwołany   | odwołany   |